# Административное деление Милана

Карта административного деления Милана

В настоящее время город Милан в административном плане состоит из девяти районов (зон) (итал. zone di decentramento), пронумерованных от 1 до 9. Это административное деление города было учреждено в 1997 году и реализовано в 1999 году; ранее город тся «Совет зоны». Совет зоны состоит из 41 представителя, если население зоны превышает 100 тысяч жителей, и 31 — если население менее 100 тысяч (в настоящее время в Милане нет зон, попадающих в эту категорию). Совет зоны избирает своего председателя.
Функции советов зон включают:
- выработку рекомендаций по урбанистическим и социальным вопросам жизни зоны, таких как общественные работы, городское планирование, содержание зеленых насаждений, регулирование уличных рынков. Эти рекомендации не являются обязательными для властей города.
- управление фондами (при наличии таковых), предоставляемых городским правительством для конкретных целей (в частности, дотации для обеспечения права на образование для бедных семей).

За исключением Зоны 1, которая соответствует историческому центру города (часть Милана, ранее окруженная крепостными стенами, большей частью разрушенными к настоящему времени), зоны пронумерованы с северо-востока по часовой стрелке (см. схему). Помимо номера, каждая зона имеет несколько названий, как правило, это названия её основных исторических кварталов.
Характеристики зон Милана описаны в таблице ниже (по состоянию на декабрь 2010 года), включая перечень кварталов (исторических районов), входящих в каждую зону. Нижеперечисленные кварталы (Quartieri) не являются официальными административными подразделениями зон.
| Зона   | Название                                            | Площадь (км²) | Население (декабрь 2010) | Плотность населения (чел./км²) | Кварталы |
| ------ | --------------------------------------------------- | ------------- | ------------------------ | ------------------------------ | --- |
| Зона 1 | Исторический центр                                  | 9,67          | 97.231                   | 11.055                         | Брера, Пьяцца-дель-Дуомо (Соборная площадь), Сан-Марко, Порта-Тичинезе, Квадрат моды, Порта-Теналья, Гвасталла (ит.), Конка дель Навильо |
| Зона 2 | Центральный вокзал, Горла, Турро, Греко, Крешенцаго | 12,58         | 144.301                  | 11.471                         | Adriano, Крешенцаго, Gorla, Greco, Loreto, Maggiolina, Mandello, Mirabello, Ponte Seveso, Порта-Нуова, Precotto, Stazione Centrale, Turro, Villaggio dei Giornalisti |
| Зона 3 | Учебный городок, Ламбрате, Порта-Венеция            | 14,23         | 139.897                  | 9.831                          | Casoretto, Cimiano, Città Studi, Dosso, Ламбрате, Ortica, Porta Monforte, Porta Venezia, Quartiere Feltre, Rottole |
| Зона 4 | Порта Виттория, Форланини                           | 20,95         | 159.259                  | 7.268                          | Acquabella, Calvairate, Castagnedo, Cavriano, Forlanini, Gamboloita, La Trecca, Monluè, Morsenchio, Нозедо, Omero, Ponte Lambro, Porta Vittoria, Porta Romana, Rogoredo, San Luigi, Santa Giulia, Taliedo, Triulzo Superiore                                                          |
| Зона 5 | Виджентино, Кьяравалле, Гратосольо                  | 29,87         | 119.900                  | 4.014                          | Basmetto, Cantalupa, Case Nuove, Chiaravalle, Chiesa Rossa, Conca Fallata, Fatima, Gratosoglio, Le Terrazze, Macconago, Missaglia, Morivione, Porta Lodovica, Porta Vigentina, Quintosole, Ronchetto delle Rane, San Gottardo, Selvanesco, Stadera, Torretta, Vaiano Valle, Vigentino |
| Зона 6 | Барона, Лорентеджо                                  | 18,28         | 146.606                  | 8.020                          | Arzaga, Барона, Boffalora, Cascina Bianca, Conchetta, Creta, Foppette, Giambellino-Lorenteggio, Lodovico il Moro, Moncucco, Porta Genova, Porta Ticinese, Ronchetto sul Naviglio, San Cristoforo, Sant’Ambrogio, Teramo, Villa Magentino, Villaggio dei Fiori                         |
| Зона 7 | Баджо, Де-Анджели, Сан-Сиро                         | 31,34         | 168.899                  | 5.389                          | Assiano, Baggio, Figino, Fopponino, Forze Armate, Harar, La Maddalena, Muggiano, Porta Magenta, Quartiere degli Olmi, Quarto Cagnino, Quinto Romano, San Siro, Valsesia, Vercellese                                                                                                   |
| Зона 8 | Фиера, Галларатезе, Куарто-Оджаро                   | 23,72         | 179.453                  | 7.565                          | Boldinasco, Bullona, Cagnola, Campo dei Fiori, Cascina Triulza, Comina, Fiera, Gallaratese, Garegnano, Ghisolfa, Lampugnano, Musocco, Porta Volta, Portello, Quarto Oggiaro, QT8, Roserio, San Leonardo, Trenno, Varesina, Vialba, Villapizzone                                       |
| Зона 9 | Порта-Гарибальди, Нигуарда                          | 21,12         | 174.204                  | 8.248                          | Affori, Bicocca, Bovisa, Bovisasca, Bruzzano, Ca' Granda, Centro Direzionale, Comasina, Dergano, Fulvio Testi, Isola, La Fontana, Montalbino, Niguarda, Porta Garibaldi, Порта-Нуова, Prato Centenaro, Segnano                                                                        |
|        | Всего                                               | 181,76        | 1.322.750                | 7.277                          | |